# Leufroy d'Évreux
Leufroy d'Évreux est un abbé, mort en 738, fondateur d'une abbaye bénédictine et vénéré comme saint par l'Église catholique et l'Église orthodoxe. Il est fêté le 21 juin.

## Biographie
Selon Le Propre de Surenne, rédigé en 1783 par un prêtre de la paroisse, Leufroy est issu d'une famille noble
Né dans l'Évrecin, il entreprend un parcours d'études qui le mènent d'Évreux à Chartres puis à nouveau à Évreux, au monastère Saint-Taurin. 
Il fonde en 694-695 le monastère, connu aujourd'hui sous le vocable de l'abbaye de la Croix-Saint-Leufroy, dédié à la Sainte-Croix, aux Apôtres et à saint Ouen, là où ce dernier aurait dressé une croix, sur la localité qui lui rend désormais hommage sous le nom de La Croix-Saint-Leufroy,. Leufroy y prie et y instruit des enfants des environs. Il est rejoint par des compagnons et leur fait adopter la règle de saint Benoît. Un hôpital est aussi adjoint au monastère.
Il meurt en 738, à la fin d'un chemin de quarante-huit années d'abbatiat. Sa vie est décrite dans la Vita de Sancti Leutfredi.
Saint Leufroy est représenté dans La Légende dorée aux côtés de l'évêque d'Évreux Didier.

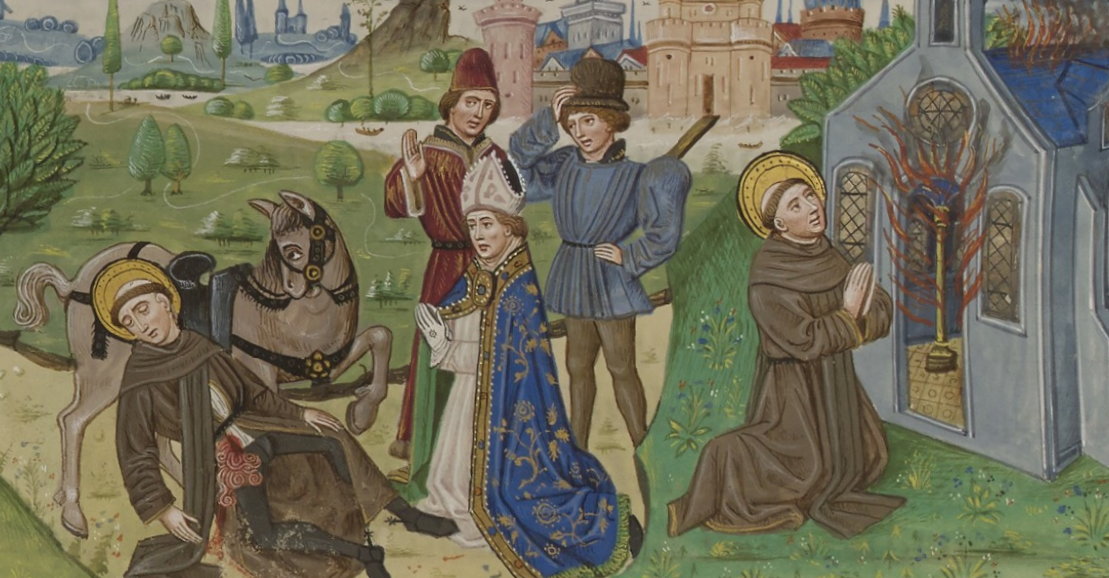
Partie gauche : Saint Leufroy tombé de cheval par la faute de Didier, évêque d'Évreux.
Partie droite : Saint Leufroy éteignant l'incendie de son abbaye par la prière.

## Famille
Saint Agofroy, second abbé, frère de Leufroy.

## Hommage

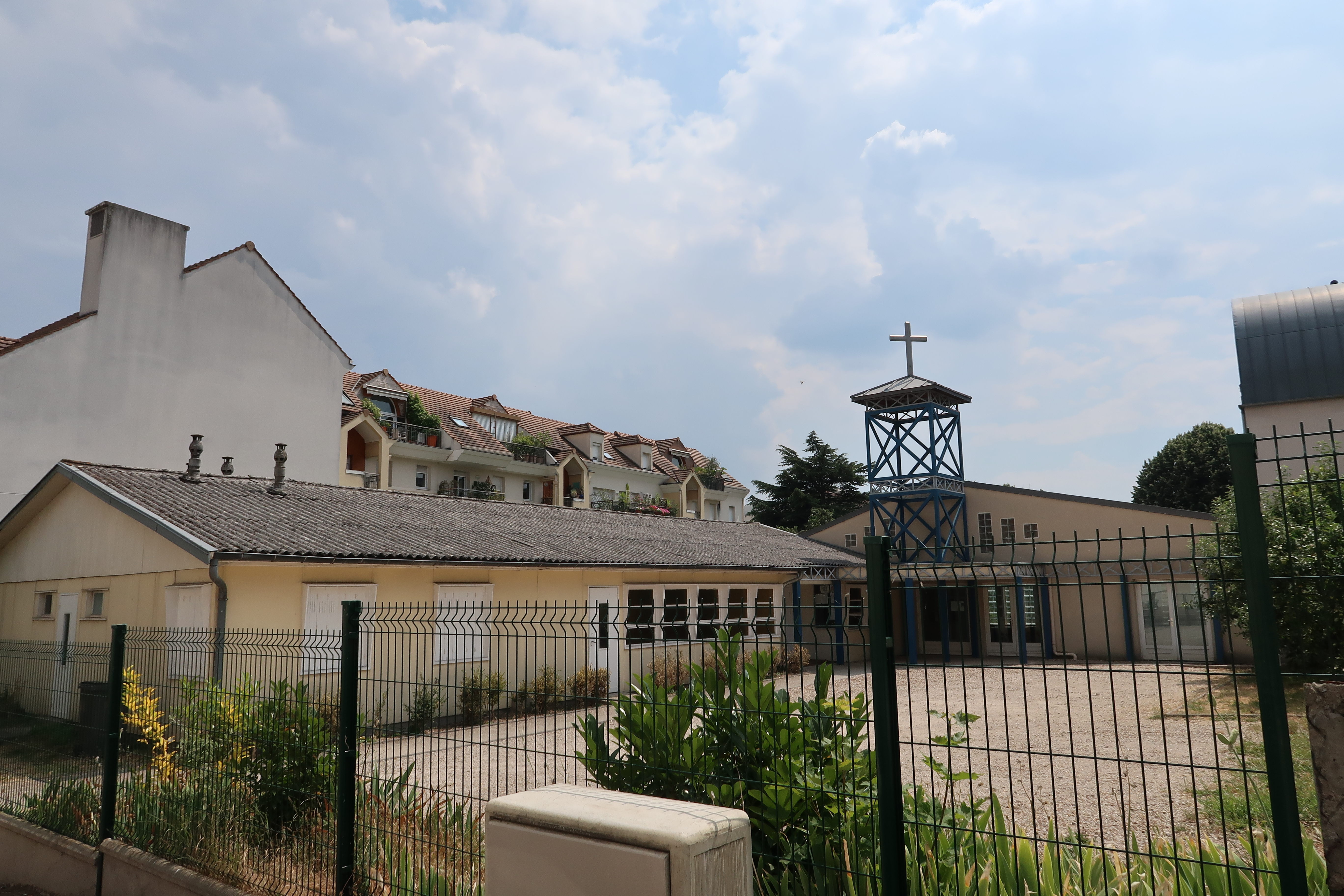
La chapelle Saint-Leufroy de Suresnes.

Jusqu'à sa destruction en 1906, l'église de Suresnes (Hauts-de-Seine) porte le nom de Saint Leufroy, patron de la ville après avoir reçu ses reliques en 1222 (transférées par l'entremise de l'abbaye de Saint-Germain-des-Prés). En 1947, une chapelle est construite dans un autre quartier de la même ville, portant également le nom du saint (cf. « Histoire de Suresnes »). Quant à l'église qui succède à celle de Saint-Leufroy en 1908-1909, l'église du Cœur-Immaculé-de-Marie, elle comporte plusieurs vitraux dédiés au saint.

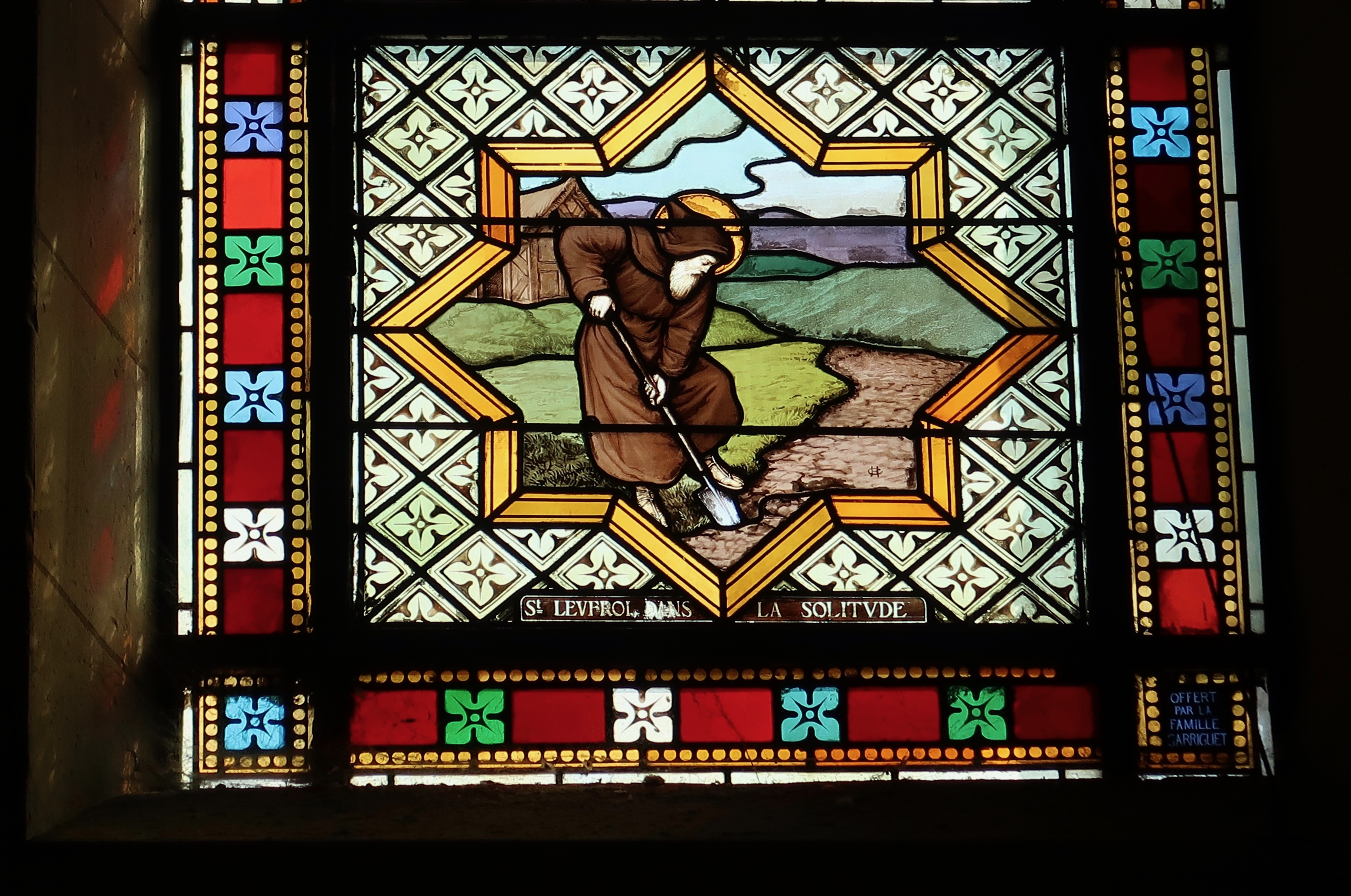
« Saint Leufroy dans la solitude ».
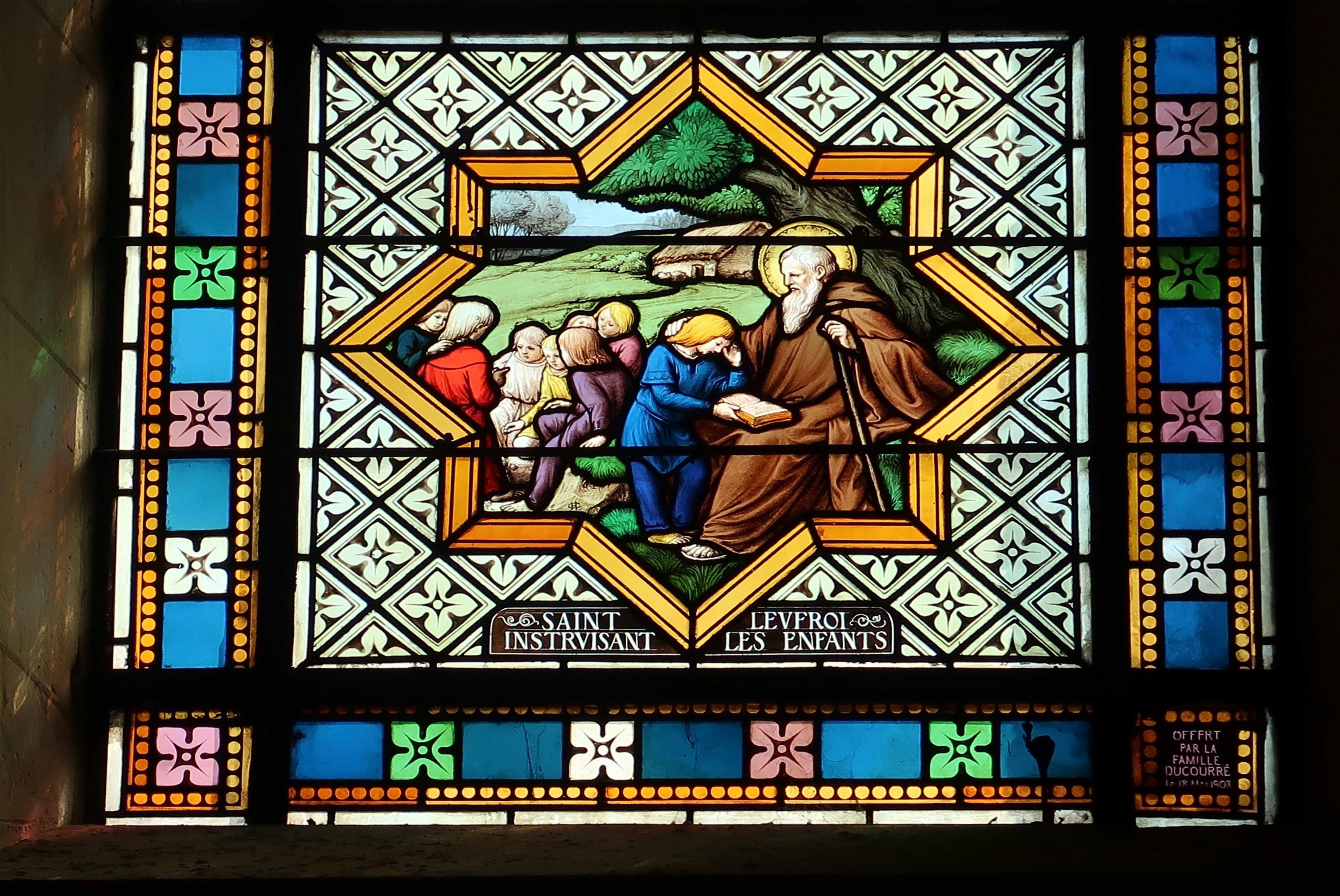
« Saint Leufroy instruisant les enfants ».
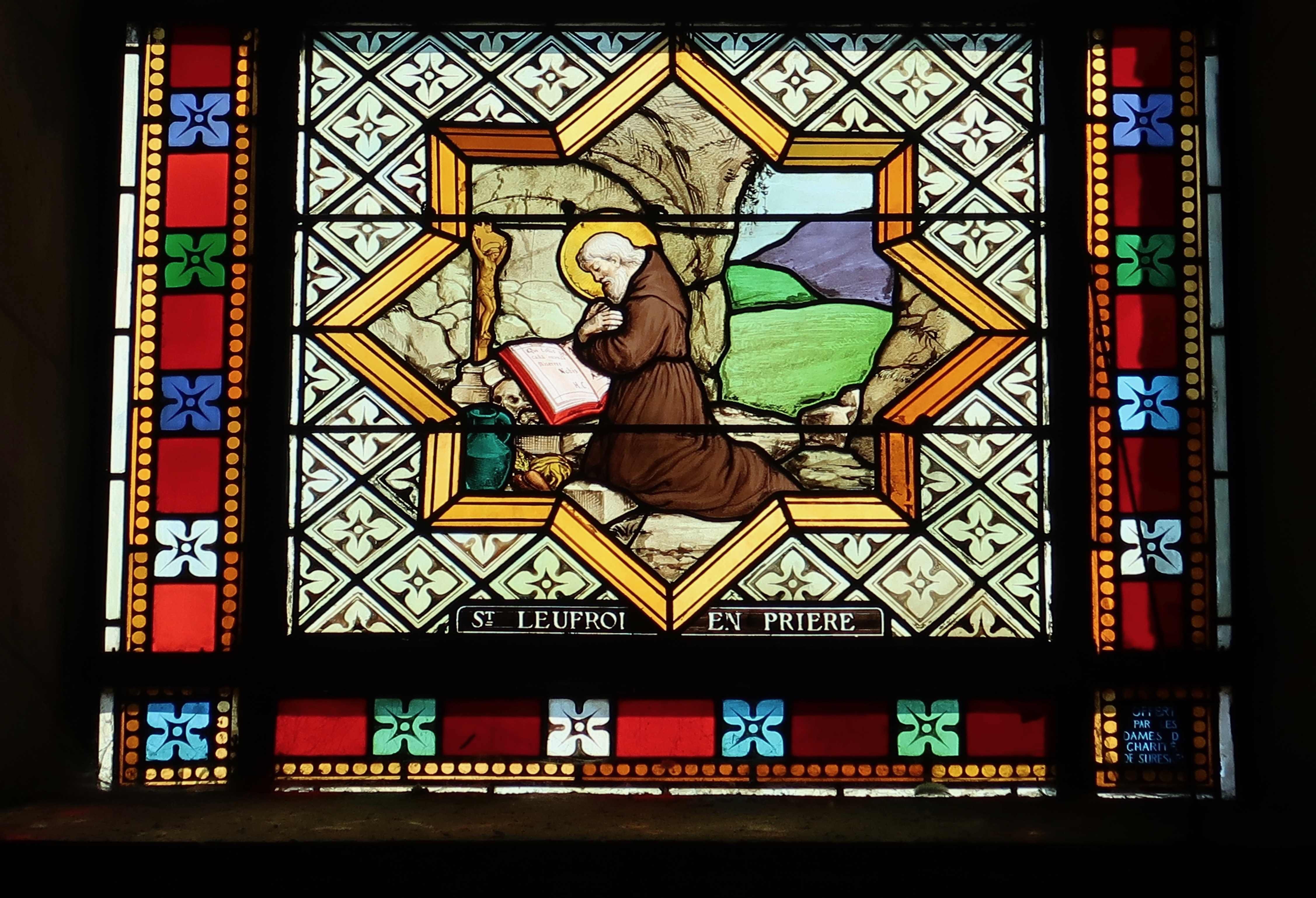
« Saint Leufroy en prière ».
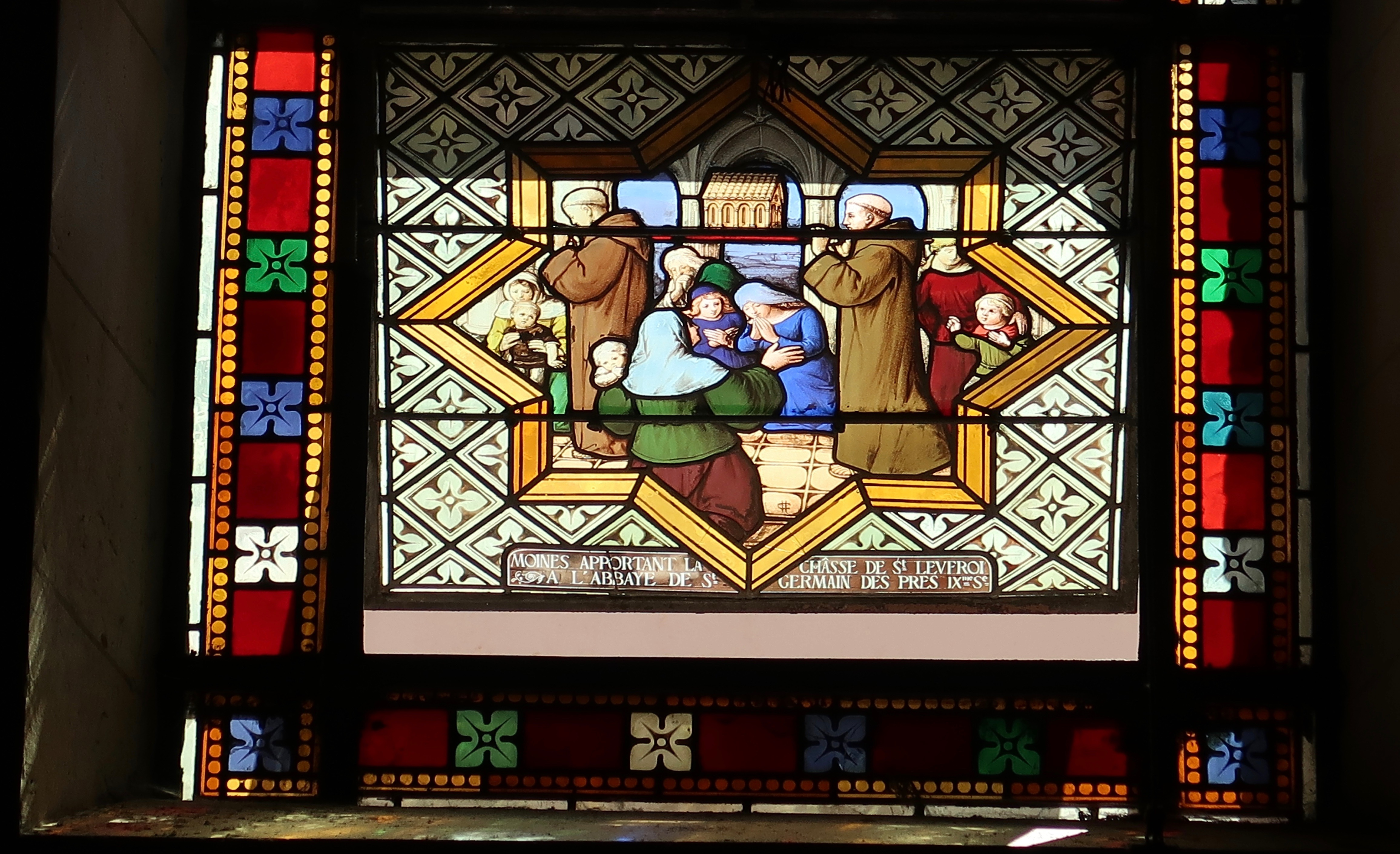
« Moines apportant la châsse de Saint Leufroy à l'abbaye de Saint-Germain-des-Prés ».